# Docalidia dentatula
Docalidia dentatula är en insektsart som beskrevs av Metcalf 1963. Docalidia dentatula ingår i släktet Docalidia och familjen dvärgstritar. Inga underarter finns listade i Catalogue of Life.